# Мариняк Володимир Степанович
Володимир Степанович Мариняк (нар. 30 серпня 1971, Стара Скварява, УРСР) — український футболіст, півзахисник.

## Кар'єра
Грав за такі клуби, як «Гарай» (Жовква), стрийський «Газовик» (Комарне) і «Дністер» (Заліщики). Саме з ліщинською командою він досяг найбільшого успіху, вийшовши з ними до першої ліги чемпіонату України. Проте найбільшу відомість йому принесло перебування в футбольному клубі «Гарай», за яких футболіст зіграв 91 матч і забив 4 голи. Широкої популярності футболіст не мав — свій перший професіональний контракт підписав лише в 21 рік, та й його футбольна кар'єра тривала всього 7 років. Попри те, що він грав на позиції півзахисника, голи за жовківську команду були єдиними в кар'єрі Володимира.